# Freddy Will

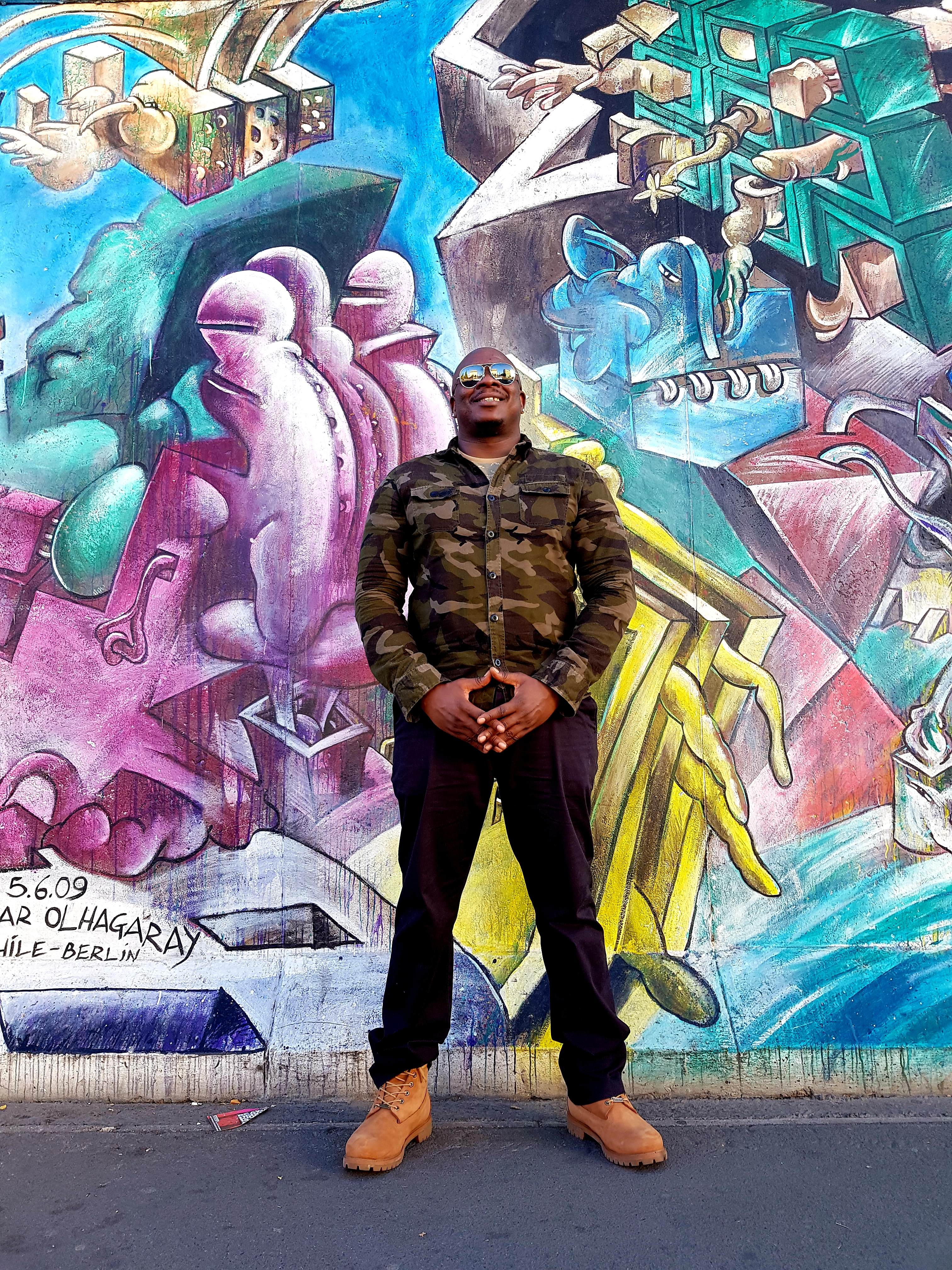
Freddy Will @ East-side Gallery (September 2018)

Freddy Will (* 11. August 1977, bürgerlich Wilfred Kanu Jr.) ist ein amerikanischer Schriftsteller, Philanthrop und Hip-Hop-Künstler mit Ursprung in Sierra Leone. Er ist Autor von mehreren Büchern – drei dieser Bücher sind zusammen mit Hiphop Alben musikalisch begleitet herausgeben worden. Sein Porträt ist auf vier limitierten Briefmarken in Sierra Leone zu sehen. Er hat sowohl mit Juno Award Gewinnern und kanadischen Jazz-Musikern wie Eddie Bullen und Liberty Silver als auch mit dem fünffachen US Grammy Award Gospel Sänger Carvin Winans zusammengearbeitet. Freddy Will wurde für seine musikalische Mitwirkung an dem Charity-Projekt „Healthy Food for Thought: Good Enough To Eat“ Album für einen Grammy Award (2011) nominiert.

## Leben
Freddy Will ist im Brookland Maternity Center in Brookfields, Freetown, Sierra Leone geboren. Er ist der älteste Sohn des Reverand Leroy Wilfred Kabs Kanu Esq, der Generalbevollmächtigter Minister von Sierra Leone bei den Vereinten Nationen war und Herausgeber der in Sierra Leone viel gelesenen Cocorioko Zeitung ist. Seine Mutter, Frau Tigidankay B. Kanu, ist Pflegedirektorin, Predigerin und Gründerin der Covenant Child World Ministry, einer Kirche in New Jersey (USA). Sein Vater stammt von den Loko und seine Mutter von den Mandinka ab. In seiner Biographie „My Book of Chrymes“ sagt er, dass seine Eltern nach Monrovia zogen, als er zwei Jahre alt war, wo sein Vater Englisch unterrichtete. Die Familie zog später nach Kakata, wo sein Vater Dozent für Psychologie wurde. In seinem Buch beschreibt er auch seine Erlebnisse im ersten Liberianischen Bürgerkrieg  und seine Strapazen als Flüchtling in Westafrika während des Bürgerkrieges in Sierra Leone. Da seine Großmutter Afroamerikanerin war, die mit ihrem Mann in New Jersey lebte, immigrierten seine Eltern in die USA. Freddy blieb zur Beendigung seiner High School vorläufig in Sierra Leone und wartete auf seine permanente Niederlassungserlaubnis in den USA. Als der Bürgerkrieg Freetown erreichte, musste er fluchtartig das Land verlassen und zog zu seinem Onkel in Gambia und Dakar in Senegal.

## Karriere
Freddy Will besuchte die St. Mary’s und St. Christopher’s Catholic Schools in Monrovia bzw. in Kakata, Liberia, und später das Christ the King College in Bo, Methodist Boys High School und Ansarul Muslim Secondary School in Freetown, Sierra Leone. Nach dem Abitur studierte er am Raritan Valley Community College Theaterwissenschaften und absolvierte an der Edison Job Corps Academy in New Jersey (USA) Trainings in Buchhaltung und im Hotelfach. In der Zeit während er sich im medizinischen Bereich als Phlebotomist am Robert Wood Johnson University Hospital zertifizieren ließ und seinen Bachelor of Science in Organic Chemie machte, wurde Freddy Wills in die USA eingebürgert.
Er zog um Toronto in Kanada. Dort veröffentlichte er fünf Studioalben bei seinem Musiklabel Ghetto Breed Entertainment und Swift Nightz Entertainment (siehe Diskographie). In dieser Zeit veröffentlichte er auch seine ersten fünf ersten Bücher mit Soul Asylum Poetry & Publishing seinem Verlag, Freddy Will Publishing in Ontario, Kanada. Während seines Interviews mit dem preisgekrönten ghanaischen Journalisten Jefferson Sackey sagte Freddy Will, dass er bereits in Liberia mit dem Rappen angefangen hat. Ihn prägten Kool Moe Dee, Queen Latifah, Naughty by Nature, dem legendären sierra-leonischen Rapper Jimmy B, Dr. Dre, Tupac Shakur, Scarface, Snoop Dogg, The Notorious B. I. G., Nas, The Luniz und LOX als einer seiner wichtigsten musikalischen Einflussgrößen des Hip-Hops. Wesentliche schriftstellerische Inspirationen erhielt er von seinem Vater, John Grisham, Shakespeare, Langston Hughes, Caresse Crosby, Maya Angelou und Pacesetter Novels. Freddy Will zeigte sich im Theater- und Schauspielgenre beeindruckt von Idris Elba, Ice Cube, John Singleton und Spike Lee.

## Healthy Food For Thought: Good Enough to Eat (Grammy-Nominierung)
Freddy Will wurde auf dem Charity Kinderalbum von der „New York Coalition for Healthy School Foods“ veröffentlicht, das 2010 von der The Recording Academy für einen Grammy Award nominiert wurde. Diese Nominierung machte ihn zum ersten musikalischen Künstler aus Sierra Leone, der für diese Auszeichnung nominiert wurde. Jim Cravero, Paula Lizzi, Steve Pullara und Kevin Mackie von der „East Coast Recording Company“ produzierten die Albumsammlung bestehend aus Musik und Wort Performances. Freddy Will schrieb und führte das Lied „Future“, welches auf der zweiten CD des Doppel-CD Albums erschienen ist. „Healthy Food for Thought: Good Enough To Eat“ ist ein Charity Album mit der Botschaft an die Eltern und Kinder, sich gesund zu ernähren. Verschiedene Musiker, Wortkünstler, Kinderbuchautoren, Küchenchefs arbeiteten an diesem Projekt zusammen, um mehr Bewusstsein für Diabetes Typ 2 zu schaffen. Weitere Künstler auf der CD sind u. a. Moby, Julian Lennon, Jessica Harper, Amy Otey, Sara Hickman, Tom Chapin und Russell Simmons. Das Album wurde in der Kategorie „Best Spoken Word Album for Children“ nominiert.

## Limitierte Auflage von Postmarken in Sierra Leone
In Anerkennung seines Erfolges als Musiker und Schriftsteller, der als erster aus Sierra Leone stammender Musiker für seine musikalischen Leistungen für den Grammy nominiert wurde, erfolgte die Herausgabe einer limitierten Auflage von Postmarken. Dies wurde von Seiten der Sierra Leonischen Postadministration initiiert, die Mitglied der Philatelic Agency ist, der 70 internationale staatliche Postautoritäten angehören. Die Intergovernmental Postal Consultants (IGPC) gaben ihm zu Ehren vier Briefmarken in limitierter Auflage mit Freddy Will’s Bild heraus.

## Diskografie

### Alben
- While I’m Still Young – The Talking Drums (2008)
- Dark Horse from Romarong – a City of Kings (2010)
- Laboramus Exspectantes Vol. 1 (2014)
- African Black: The Unreleased Anthems & Ballads (2020)

### Mix-Alben
- While I’m Still Young – The Talking Drums 1.2v (2009)
- Views from the 7 (2017)

### EP
- City of Kings: Reloaded (2012)

### Mixtape
- Stay True (2006)

### Kooperationen
- Healthy Food for Thought: Good Enough to Eat (2010)

## Bibliografie

### Bücher
- My Book of Chrymes (2009)
- The Dark Road from Romarong (2010)
- Hip Hop Kruzade – Path of a Legend (2014)
- My Book of Chrymes (Definitive Edition) (2024)
- The Dark Road from Romarong (Definitive Edition) (2024)
- Hip Hop Kru Zade: Path Beyond Clichés (2024)
- Crime Rhymez (2024)
- Theatre, Dance & Poetry (2024)
- Brazenitout (2024)
- Brazenitout 2 (2024)
- Brazenitout 3 (2025)
- Brazenitout 4 (2025)

### eBooks
- The Sandmann's Journal Vol. 1 (2016)
- The Sandmann's Journal Vol. 2 (2017)
- The Sandmann's Journal Vol. 3 (2018)
- The Sandmann's Journal Vol. 4 (2018)
- The Sandmann's Journal Vol. 5 (2019)
- The Sandmann's Journal Vol. 6 (2020)
- The Sandmann's Journal Vol. 7 (2022)

## Grammy Awards
| Jahr | Lied/Album                                   | Kategorie                                            | Rolle                       | Ergebnis |
| ---- | -------------------------------------------- | ---------------------------------------------------- | --------------------------- | -------- |
| 2011 | Healthy Food For Thought, Good Enough to Eat | Grammy Award for Best Spoken Word Album for Children | Vocals, lyrics, songwriting | nom      |